# STS-1
STS-1(Space Transportation System-1)은 NASA의 우주 왕복선 프로그램 중 첫 번째로 궤도 우주 비행을 한 임무이다. 1981년 4월 12일에 우주 비행 기능을 처음으로 갖춘 컬럼비아 우주왕복선을 발사해 54.5시간 동안 지구 궤도를 37번 돈 후, 4월 14일에 착륙하였다. 컬럼비아에는 선장인 존 영과 조종사인 로버트 크리펜 두 명이 탑승했다.
이 임무는 1975년 아폴로-소유스 시험 계획 이후, 6년 만에 재개된 미국의 유인 우주 비행 임무가 되었다. STS-1은 미국 우주왕복선의 승무원이 탑승한 첫 시험 비행 성격도 있었으며, 대기권 내에서의 이착륙 시험 비행 이후에 진행되었다.
STS-1의 발사는 인류가 처음으로 우주로 나간 보스토크 1호의 발사 20주년을 기념하는 것으로 생각되었다. 그러나 이는 우연의 일치로, STS-1은 4월 10일에 발사될 예정이었으나, 기술적인 문제로 본래의 발사일보다 2일 연기되어 날짜가 같게 되었다.

## 승무원
- 존 영(5) - 선장
- 로버트 크리펜(1) - 조종사

1978년 3월에 존 영과 로버트 크리펜은 STS-1의 승무원으로 선발되었다. 존 영은 NASA에서 가장 경험 많은 우주비행사였고, 그가 속했던 NASA 우주비행사 그룹 2 중에서 여전히 현역이었다. 존 영은 두번의 제미니 계획와 두 번 아폴로 계획을 수행했고, 1974년에 NASA 우주비행단장이 되었다. 로버트 크리펜은 1969년에 NASA에 들어왔고, NASA 우주비행사 그룹 7에서 첫 번째로, 우주로 나가게 되었다. STS-1 이전에 로버트 크리펜은 스카이랩 의료실험 고도시험에 참여하고, 세번의 스카이랩 임무와 아폴로-소유즈 시험 비행 동안 지상연락원으로 종사했다.
컬럼비아는 긴급 우주 유영에 대비하여, 영과 크리펜을 위한 선외 우주복을 갖추었다고 명시되었다. 만약 그런 상황이 발생할 경우, 크리펜은 선외에 나가고, 영은 선내에서 보조할 예정이었다.

### 예비 승무원
- 조 이글 - 선장
- 리처드 토런스 - 조종사

## 같이 보기
- 컬럼비아 우주왕복선 공중분해 사고